# Добротолюбие Оригена
Добротолюбие Оригена — сборник избранных сочинений Оригена, который был составлен Василием Великим и Григорием Богословом в 358 году.

## История создания
Василий Великий и Григорий Богослов, находясь в первом созданном ими монастыре, решили составить компиляцию из основных творений Оригена. Свой сборник они решили назвать «Филокалия» или Добротолюбие. Работу над этим сборником они окончили в 358 году и затем отправили ее епископу Феодору Тианскому, чтобы последний получал от нее духовную пользу. «Чтобы у тебя было нечто на память о нас, посылаю тебе мою и святого Василия книжку Оригенова Добротолюбия, заключающую в себе выбор полезного для любословов», — пишет Григорий Богослов к епископу Феодору.
Ценность сборника состоит в том, что в нем собраны чуть ли не все сохранившееся тексты Оригена.
Добротолюбие Оригена сохранилась в ряде средневековых рукописей, в частности в Codex Parisinus Graecus 456.

## Содержание
Добротолюбие Оригена состоит из 27 глав, основная часть из которых взята из восьми книг Оригена против Цельса.